# Cyganówka (powiat garwoliński)
Cyganówka – wieś sołecka w Polsce położona w województwie mazowieckim, w powiecie garwolińskim, w gminie Wilga. Leży przy drodze krajowej 76. Przez wioskę przepływa rzeka Wilga.
Wierni Kościoła rzymskokatolickiego należą do parafii Wniebowzięcia Najświętszej Maryi Panny w Wildze.
Wieś szlachecka położona była w drugiej połowie XVI wieku w powiecie garwolińskim ziemi czerskiej województwa mazowieckiego. W latach 1975–1998 miejscowość administracyjnie należała do województwa siedleckiego.
We wsi znajduje się leśniczówka, która utworzyła atrakcję turystyczną – leśne zoo.